# Feng Xiaogang
Feng Xiaogang (chinês simplificado: 冯小刚; chinês tradicional: 馮小剛; pinyin: Féng Xiǎogāng; Pequim, 18 de março de 1958) é um cineasta, roteirista, ator e político chinês. Ele ficou famoso como o diretor do filme Jia fang yi fang (1997). 

## Biografia
Filho de um professor universitário e de uma enfermeira, Feng ingressou na Trupe de Arte da Região Militar de Pequim como cenógrafo após o colégio. Ele começou sua carreira no cinema como designer de arte no Beijing Television Art Center em 1985. Mais tarde, passou a escrever roteiros. Durante este período, trabalhou em estreita colaboração com o diretor Zheng Xiaolong e o escritor Wang Shuo.

## Vida pessoal
Ele se casou com a atriz Xu Fan em 1999.